# Sankt-Cainnech-Kathedrale

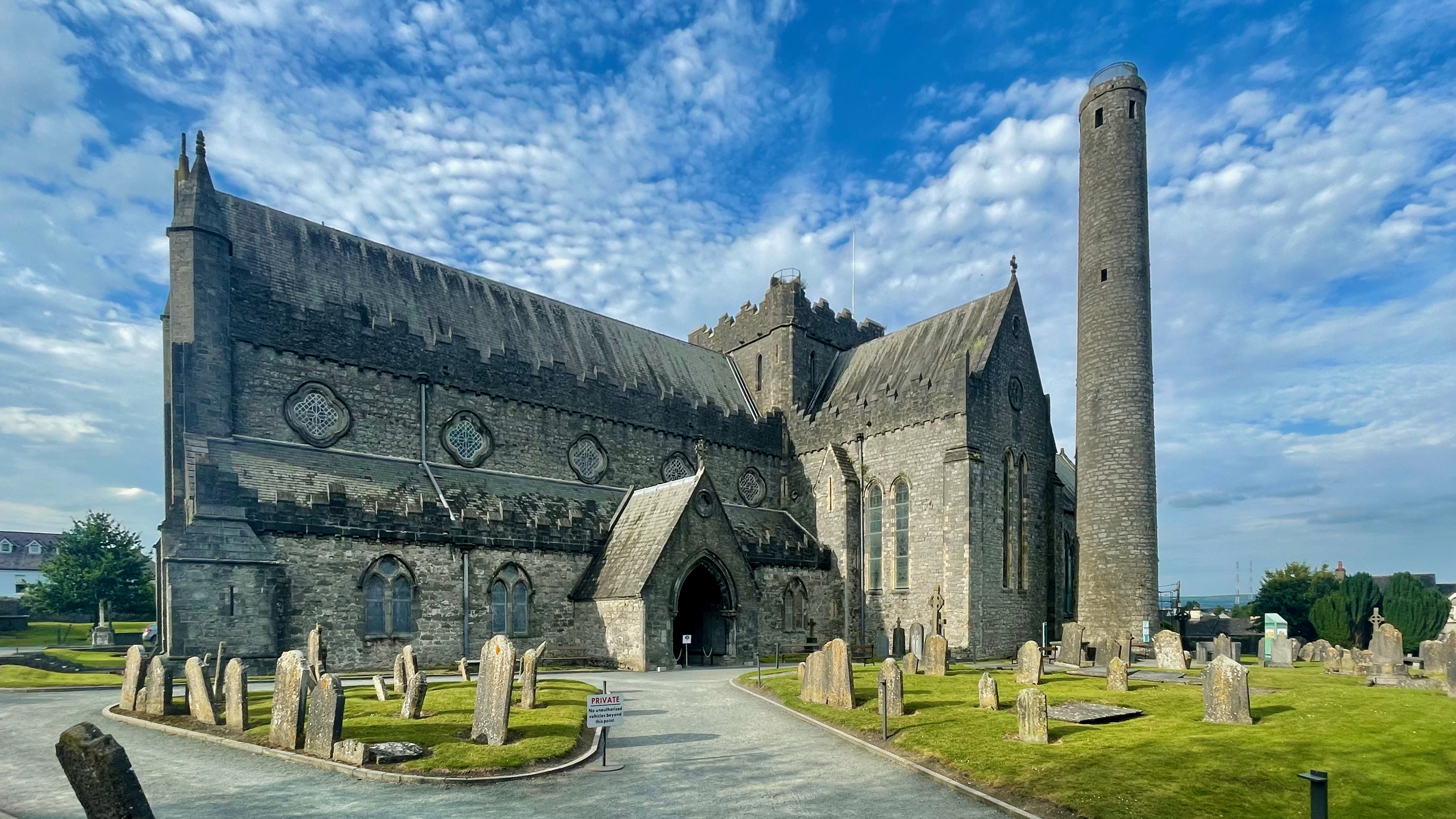
Die Kathedrale aus südwestlicher Sicht mit dem Rundturm auf der rechten Seite.

Die Sankt-Cainnech-Kathedrale (englisch St. Canice’s Cathedral, irisch Ard-Eaglais Naomh Cainneach) ist die Bischofskirche der früheren Diözese von Ossory der Church of Ireland in Kilkenny. Sie geht zurück auf eine Gründung durch Cainnech (525–598), der zu der Zeit Abt von Aghaboe war. Beginnend mit der Synode von Rathbreasail im Jahr 1111 wird Kilkenny als Bischofssitz genannt. Seit der Reformation gehört die Kathedrale nicht mehr der katholischen Kirche. Die Sankt-Cainnech-Kathedrale wurde seit ihrer Errichtung im 13. Jahrhundert ununterbrochen genutzt; sie gilt als eine der bedeutendsten mittelalterlichen Kirchen Irlands.

## Geographische Lage

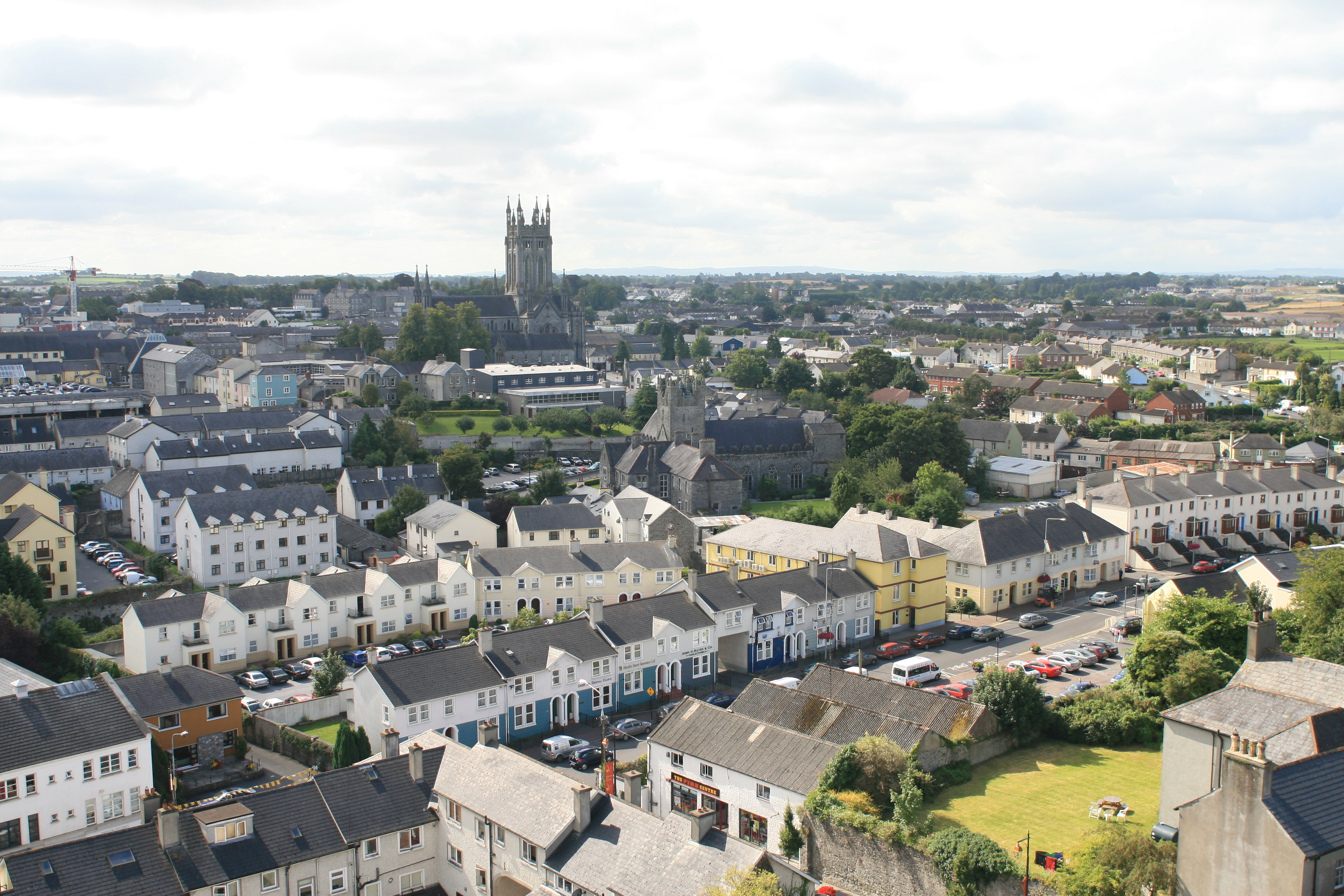
Blick vom Rundturm zur Marienkathedrale, dem katholischen Bischofssitz in Kilkenny.

Die Entwicklung von Kilkenny begann auf zwei Erhebungen auf der westlichen Seite des River Nore. Die zweithöchste Erhebung, nördlich des kleinen Seitenflusses Bregagh gelegen, wurde für die von Cainnech gegründete Kirche ausersehen. Dem gegenüber, etwa 750 Meter entfernt, lag eine Anhöhe am Westufer des River Nore, wo die Butler-Familie ihre Burg errichtete. So bildeten sich zwei Stadtzentren, wobei die um die Kathedrale sich entwickelnde Stadt Irishtown genannt wurde.

## Geschichte
Der um 525 bei Derry geborene Cainnech (englisch: Canice) war piktischer Abstammung und wurde u. a. von Finnian von Clonard und Cadoc in Wales ausgebildet. Seine zu seiner Zeit bedeutendste Gründung war die von Aghaboe, wo jahrhundertelang ein Bischofssitz bestehen sollte, bevor dieser nach Kilkenny überging. Kilkenny, das seinen Namen von Cell Cainnigh, übersetzt „Kirche des Cainnech“, ableitet, geht auf eine Gründung des Cainnech zurück, von der jedoch keine Einzelheiten überliefert sind. Nur der Rundturm stammt noch aus dieser frühen Zeit und deutet an, dass die Gemeinschaft monastischen Charakter hatte.
Die Baugeschichte der vor dem 13. Jahrhundert errichteten Kirchen ist nicht genau bekannt. Zwei Brände aus den Jahren 1087 und 1114 sind überliefert. Danach gab es noch einen Neubau in der Mitte des 12. Jahrhunderts. Auf dem massiven Fundament dieses früheren Baus ruht heute noch der Chor.
1202 übernahm mit Hugo de Rous der erste Engländer den Bischofssitz. Kurz nach seinem Amtsantritt begann er mit den Vorbereitungen einer neuen Kathedrale. Der Chor stammt noch aus seiner Amtszeit. Sein Nachfolger Hugh de Mapilton (Amtszeit 1251–1260) ließ die beiden Querschiffe und die Seitenschiffe des Chors errichten. Unter dem dritten englischen Bischof, Geoffrey St Leger (Amtszeit 1260–1287), wurde die Kathedrale vollendet.
Am 22. Mai 1332 fiel der Kirchturm in sich zusammen und zerstörte dabei sowohl die Seitenkapellen als auch die westliche Seite des Chors. Das Unglück ereignete in der Amtszeit des Bischofs Richard Leatherhead (1317–1361), der 1354 mit den Restaurierungsarbeiten begann. Um eine Wiederholung der Katastrophe zu vermeiden, wurde der neue Turm deutlich niedriger gebaut, so dass der bis heute erhaltene Turm 9 bis 12 Meter niedriger als sein Vorgänger ist.
Schwere Schäden erlitt die Kirche, als Oliver Cromwells Soldaten sie während der Rückeroberung Irlands als Pferdestall missbrauchten. Insbesondere gingen dabei auch alle mittelalterlichen Glasfenster zu Bruch, deren Schönheit zuvor mehrfach dokumentiert war und 1645 den päpstlichen Nuntius Erzbischof  Giovanni Battista Rinuccini dazu bewogen, 700 Pfund dafür zu bieten. 1660 bemühte sich der aus dem Exil zurückkehrende Bischof Griffith Williams um erste notdürftige Reparaturen, die 1673 zu einem ersten Abschluss kamen.
Dennoch blieb die Kirche in einem trostlosen Zustand, der sich im Laufe der Zeit verschlechterte. Das veranlasste den Bischof Richard Pococke (Amtszeit 1756–1765), zahlreiche Änderungen vorzunehmen, die allerdings eher kosmetischer denn struktureller Form waren. Er folgte dabei einem modischen Trend, klassizistische Stilelemente einzubringen, die im krassen Widerspruch zur gotischen Architektur der Kirche standen.

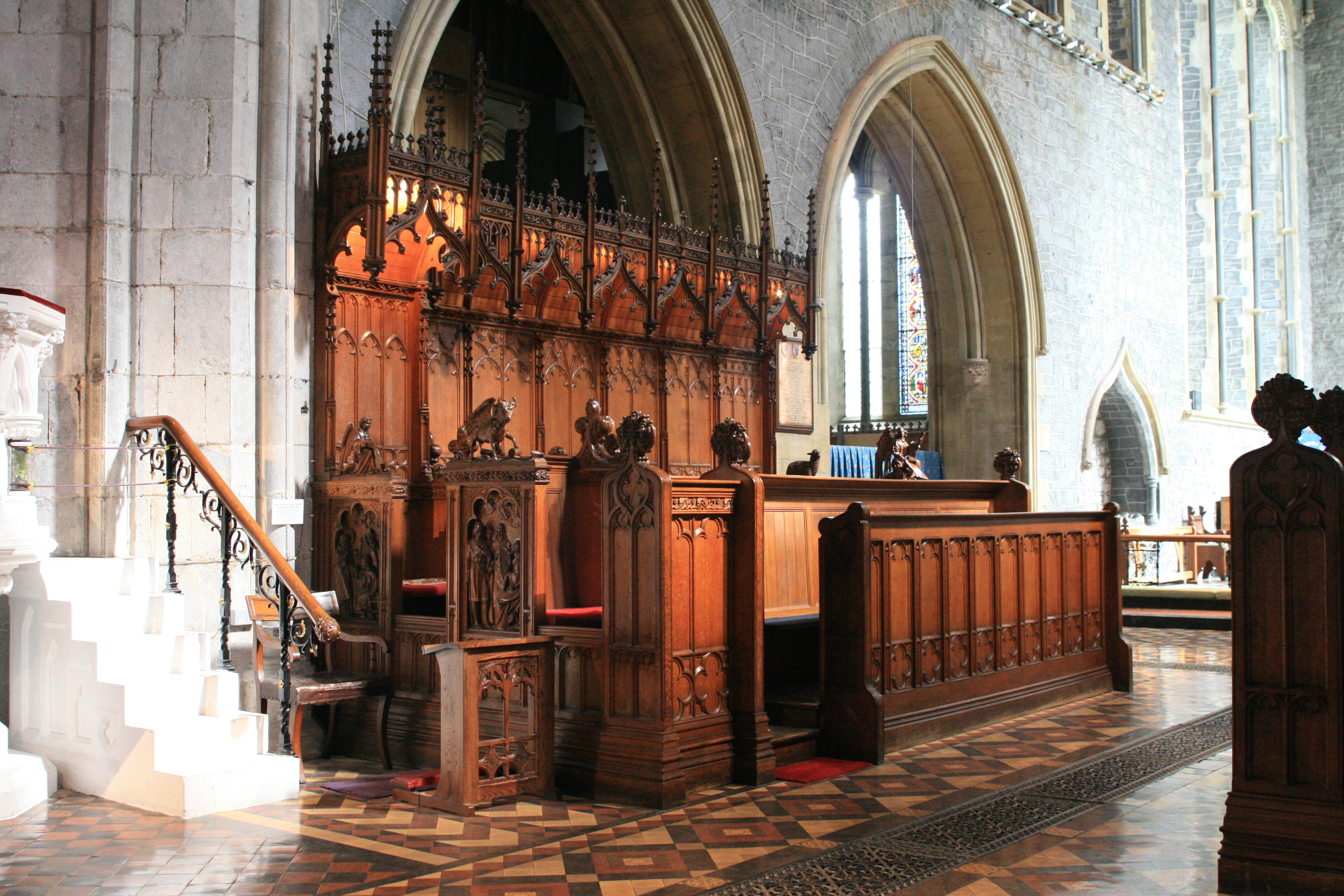
Chorgestühl, das in Brügge aus Eiche nach Plänen des Architekten Richard Langrishe angefertigt und 1904 installiert wurde.

Weitere Arbeiten an der Kirche folgten erst Mitte des 19. Jahrhunderts, als das Turmdach ersetzt wurde. 1853 verschwand die Wand, die den Chor vom Kirchenschiff trennte. Im Zeitraum von 1864 bis 1870 erfolgte eine erste fachmännische Restaurierung unter der Leitung des Architekten Thomas Newneham Deane, der zuvor an der Kathedrale von Tuam gearbeitet hatte. Er mochte gotische Architektur und entfernte alles, was diese störte. Er reparierte auch das Dach; jedoch sollten die von ihm vorgenommenen Änderungen nur wenige Jahre halten. 1875 wurde das Glas des Ostfensters ersetzt, wobei angestrebt wurde, die Glasmalerei stilgetreu der mittelalterlichen Kirche anzupassen. Weitere Architekten waren George Edmund Street und in den 1890er-Jahren Richard Langrishe, der sich um zahlreiche Innenarbeiten kümmerte. Insbesondere geht das Chorgestühl auf ihn zurück.

## Architektur

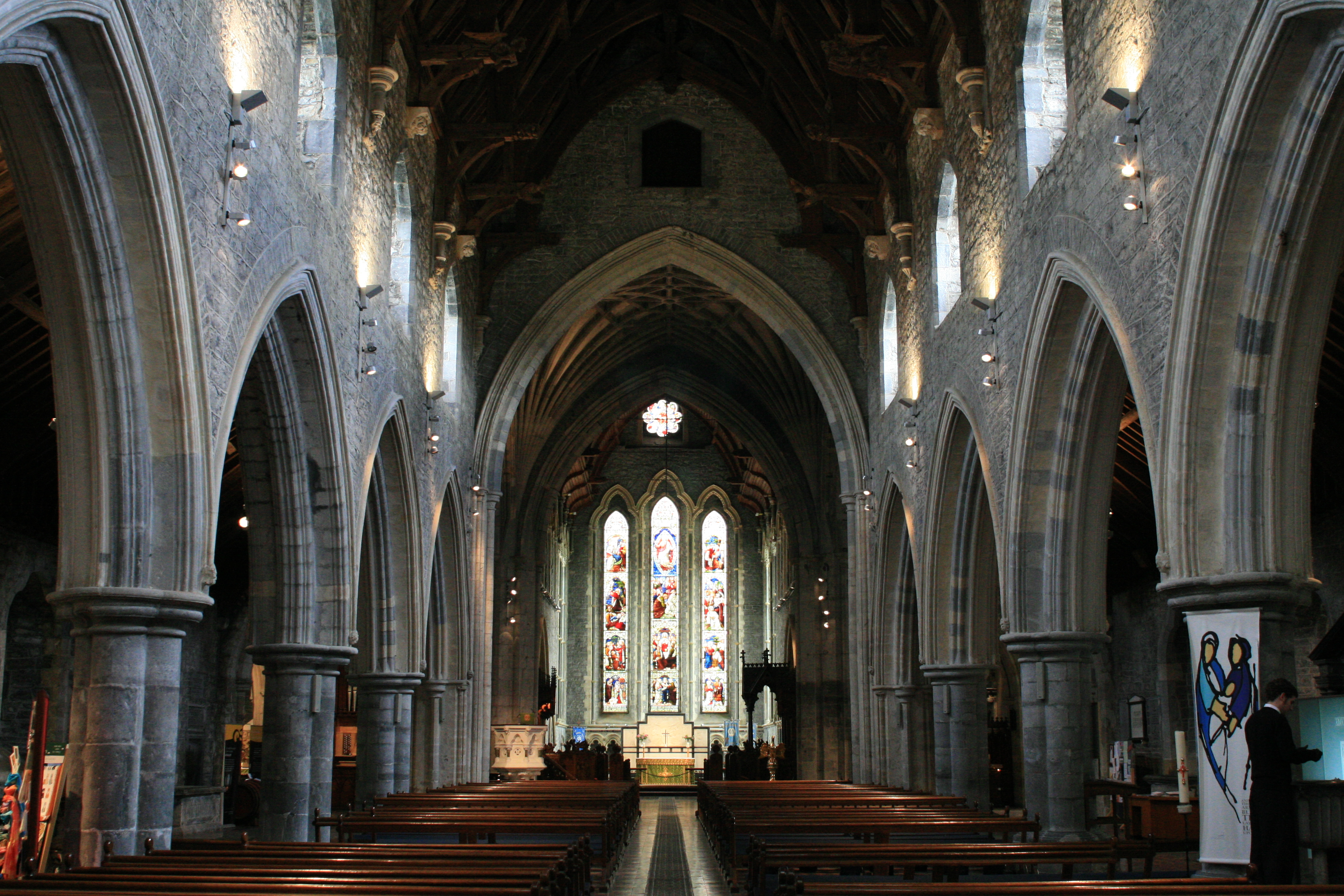
Innenansicht des Kirchenschiffs mit Blick zum Altar.

Vor dem 13. Jahrhundert gab es keine besondere Architektur für Bischofskirchen in Irland. Im 12. Jahrhundert dominierte die Architektur der Zisterzienser in Irland. Hier entstand im 12. Jahrhundert mit dem Kloster Jerpoint das bedeutendste noch erhaltene architektonische Werk. Erst mit der englischen Invasion wurde die Rolle und die Bedeutung der säkularen Kirche verstärkt. Die zu Beginn des 13. Jahrhunderts in Kilkenny errichtete Kathedrale ist der Höhepunkt dieses Trends, bei dem die säkularen Bischöfe in Irland eine zuvor nicht gekannte Machtfülle erreichten.
Der Grundriss der Kathedrale ist kreuzförmig mit einem Turm über der Vierung. Beidseits des Hauptschiffs sind zwei Seitenschiffe, die jeweils mit fünf Arkaden abgetrennt sind. An die beiden Querschiffe schließen sich jeweils weiter außen Seitenkapellen an. Weiter innen öffnet sich jeweils der Zugang zu den Seitenschiffen des Chors, die sich jedoch nicht über die gesamte Länge des Chors bis zum Ostfenster erstrecken. Diese Architektur ist in Irland einmalig. Ein gewisses Vorbild könnten die Kirchen der Zisterzienser gewesen sein mit ihren Querschiffen und Seitenkapellen. Bei den Zisterziensern in Irland gab es jedoch keine Seitenschiffe beim Chor, da die stattdessen ebenfalls als Seitenkapellen der Querschiffe ausgearbeitet waren wie etwa in Boyle.